# Olszynka (województwo podlaskie)
Olszynka (do 13 lutego 1950 r. Wilkendorf) – wieś w Polsce, w województwie podlaskim, w powiecie sokólskim, w gminie Korycin.
W latach 1975–1998 miejscowość należała administracyjnie do województwa białostockiego.
Wierni kościoła rzymskokatolickiego należą do parafii Znalezienia i Podwyższenia Krzyża Świętego w Korycinie.